# Stiphrometasia petryi
Stiphrometasia petryi là một loài bướm đêm trong họ Crambidae.